# Tajik Air
Tajik Air (Державне Унітарне Авіаційне Підприємство «Таджик Ейр») — колишній національний авіаперевізник Таджикистану. Компанія базувалася у столичному аеропорту Душанбе, використовує вторинний аеропорт Худжанд. Вона припинила свою діяльність у січні 2019 року

## З історії та сьогодення компанії

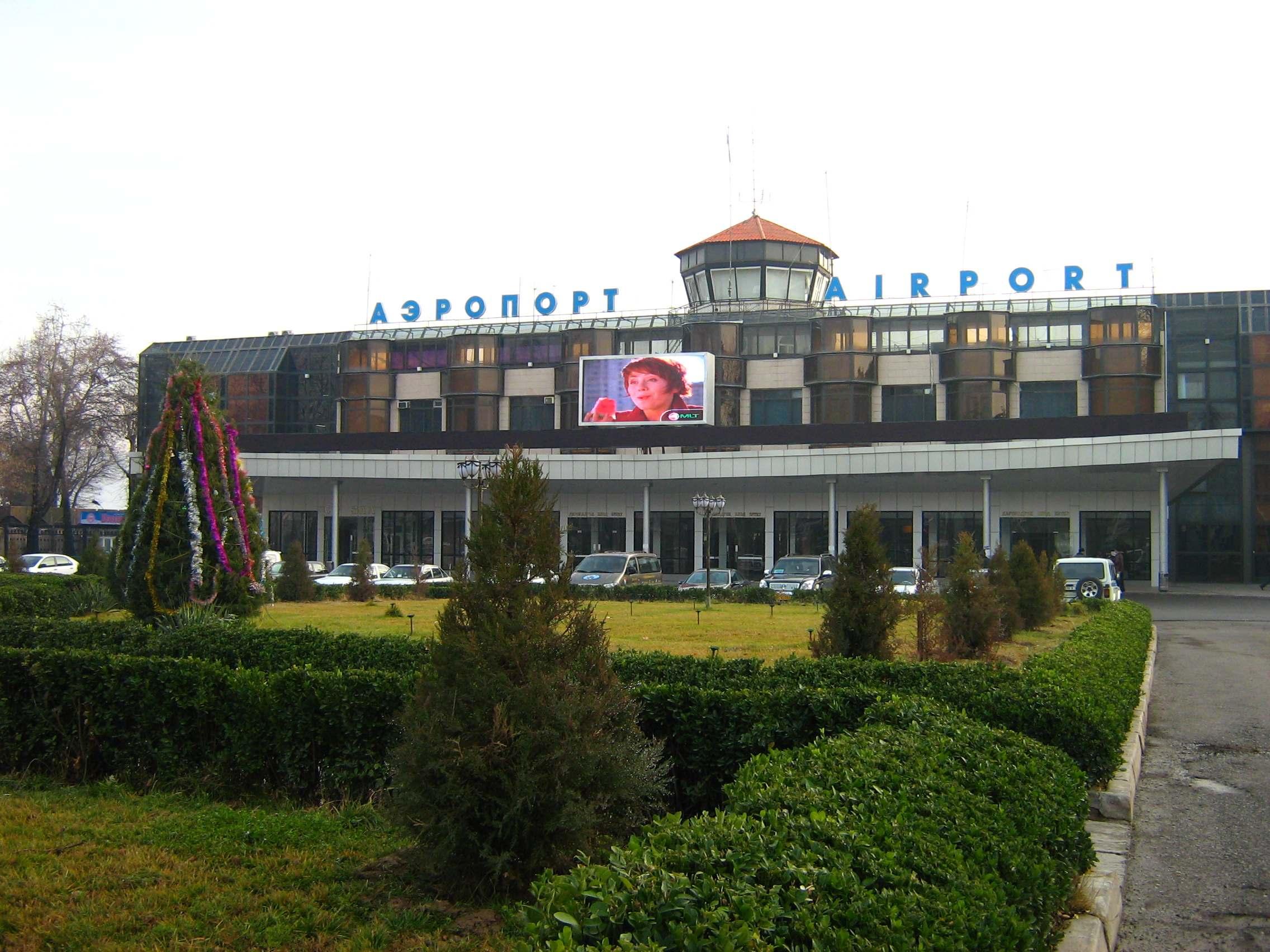
«Душанбе» — базовий аеропорт компанії, 2007

Компанія розпочала роботу 3 вересня 1924 року як Таджицька авіація. Її перший маршрут був між Бухарою та Дюшамбе, використовувалися літаки F.13 німецької компанії Junkers. Це сьома найстаріша нині діюча авіакомпанія. 
Зі здобуттям незалежності Таджикистаном у 1991 році Tajik Air виявилася монополістом у галузі авіаперевезень у молодій державі. Після демонополізації ринку у вересні 2006 року Tajik Air зазнає значної конкуренції у своєму секторі. У перші 9 місяців 2006 року авіакомпанія перевезла лише 320.000 пасажирів, і це є значним падінням з 2005 року. З метою подолання кризи авіакомпанія за допомогою Європейського банку реконструкції та розвитку започаткувала введення в експлуатацію літаків Airbus A320 та Boeing 737. Найбільше число літаків Boeing використовується на схемах лізингу для поступової заміни старих радянських повітряних суден.
Починаючи від 2007 року, літакам Tajik Air заборонено літати в міста Європейського Союзу, однак, на момент запровадження заборони єдиним таким містом був Дюссельдорф.

## Пункти призначення
Географія польотів Tajik Air є наступною (станом на червень 2010 року):
| [Hub]               | Hub               |
| [Пункт призначення] | Пункт призначення |

| Місто           | Країна      | IATA | ICAO | Аеропорт                      | Ref   |
| --------------- | ----------- | ---- | ---- | ----------------------------- | ----- |
| Алмати          | Казахстан   | ALA  | UAAA | «Алмати»                      | [ 5 ] |
| Бішкек          | Киргизстан  | FRU  | UAFM | «Манас»                       | [ 5 ] |
| Душанбе         | Таджикистан | DYU  | UTDD | «Душанбе»[Hub]                | [ 5 ] |
| Єкатеринбург    | Росія       | SVX  | USSS | «Кольцово»                    | [ 5 ] |
| Іркутськ        | Росія       | IKT  | UIII | «Іркутськ»                    | [ 5 ] |
| Київ            | Україна     | KBP  | UKBB | «Бориспіль»                   | [ 5 ] |
| Куляб           | Таджикистан | TJU  | UTDK | «Куляб»                       | [ 5 ] |
| Курган-Тюбе     | Таджикистан | KQT  | UTDT | «Курган-Тюбе»                 | [ 5 ] |
| Москва          | Росія       | DME  | UUDD | «Домодєдово»                  | [ 5 ] |
| Нижньовартовськ | Росія       | NJC  | USNN | «Нижньовартовськ»             | [ 5 ] |
| Новосибірськ    | Росія       | OVB  | UNNT | «Толмачово»                   | [ 5 ] |
| Санкт-Петербург | Росія       | LED  | ULLI | «Пулково»                     | [ 5 ] |
| Самара          | Росія       | KUF  | UWWW | «Курумоч»                     | [ 5 ] |
| Сочі            | Росія       | AER  | URSS | «Сочі»                        | [ 5 ] |
| Сургут          | Росія       | IGC  | USRR | «Сургут»                      | [ 5 ] |
| Тегеран         | Іран        | IKA  | OIIE | Аеропорт Імама Хомейні        | [ 5 ] |
| Тюмень          | Росія       | TJM  | USTR | «Рощино»                      | [ 5 ] |
| Урумчі          | КНР         | URC  | OPSK | «Урумчі Дівопу»               | [ 5 ] |
| Хорог           | Таджикистан | N/A  | UTOD | «Хорог»                       | [ 5 ] |
| Худжанд         | Таджикистан | LBD  | UTDL | «Худжанд» [пункт призначення] | [ 5 ] |
| Шарджа          | ОАЕ         | SHJ  | OMSJ | «Шарджа»                      | [ 5 ] |

## Флот

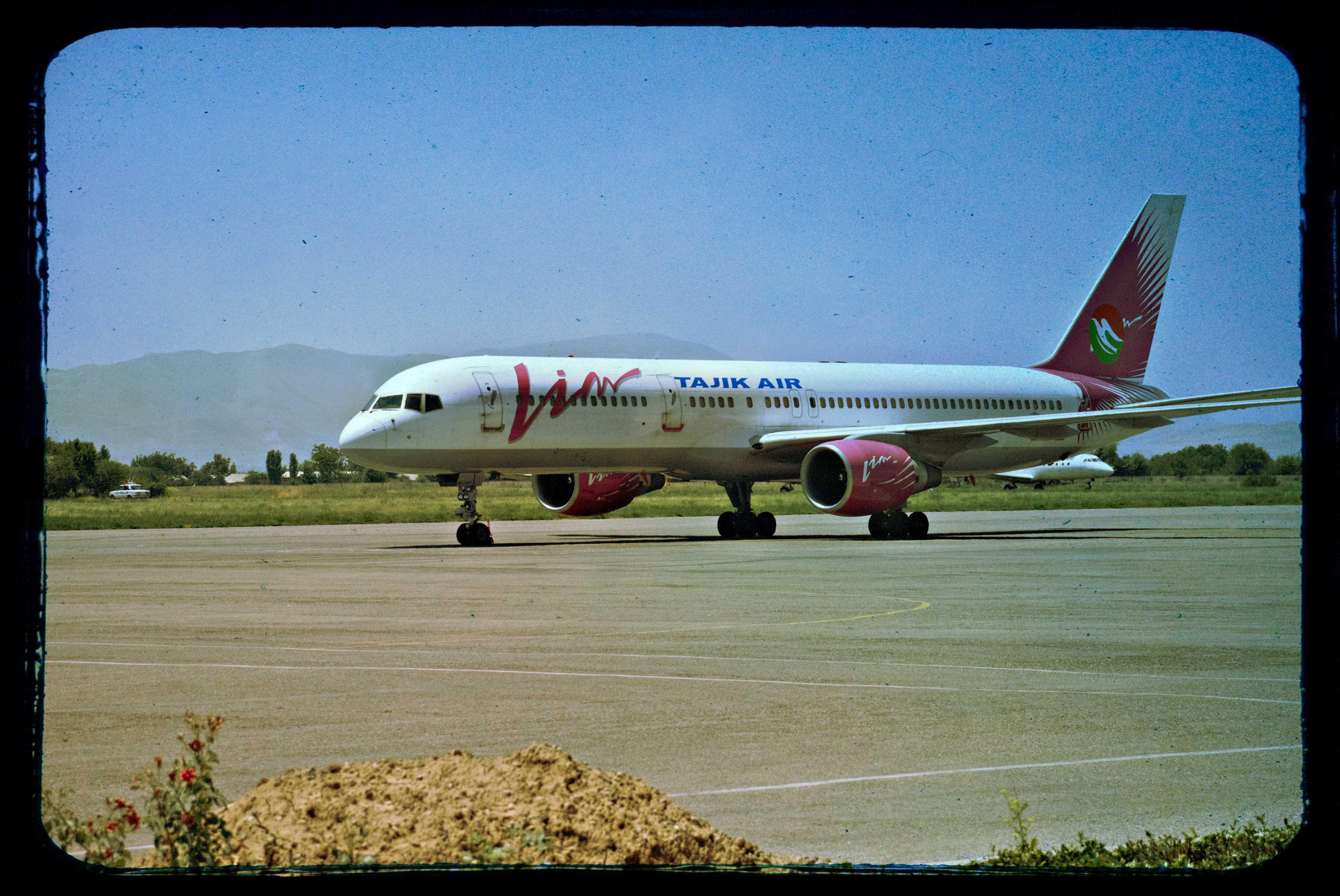
Boeing 757 авіакомпанії «Tajik Air»

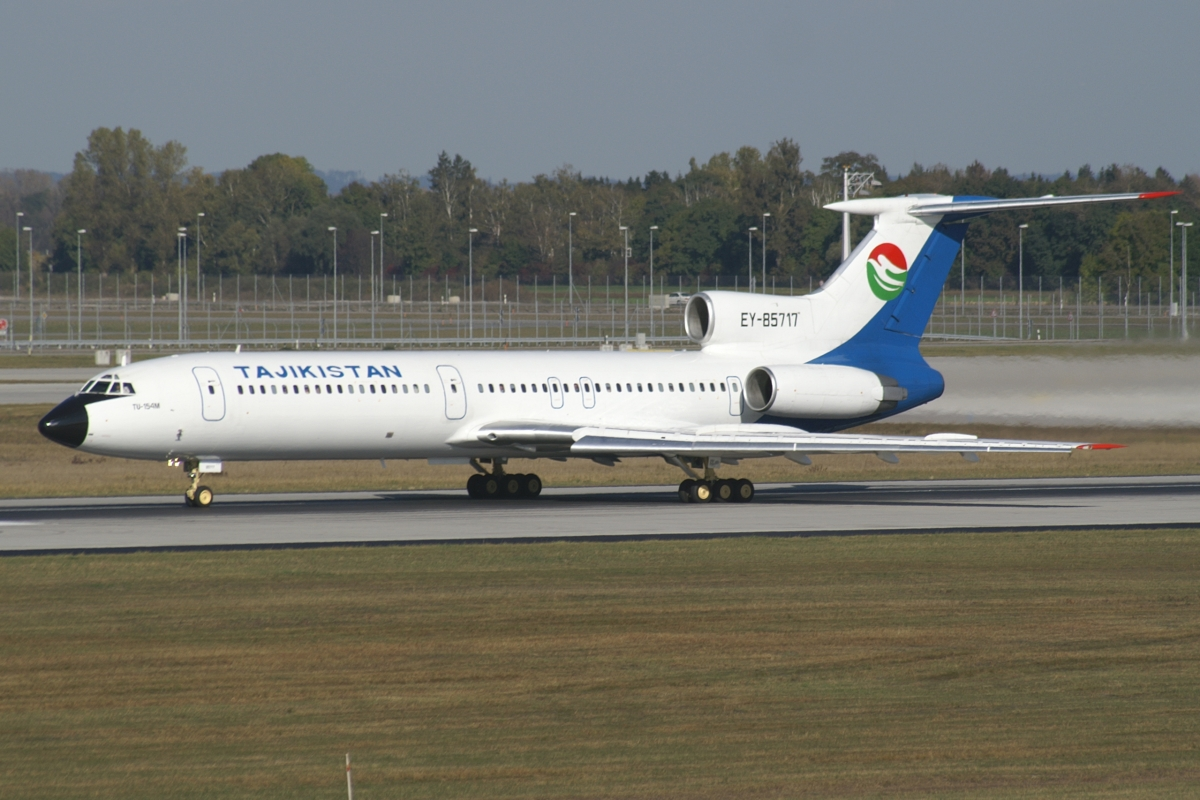
Ту-154 в аеропорту Мюнхена

Флот Tajik Air на 20 лютого 2010 року включав:
| Літак          | В експлуатації | Замовлено | Реєстраційні номери                    | Примітка                                              |
| -------------- | -------------- | --------- | -------------------------------------- | ----------------------------------------------------- |
| Boeing 757-200 | 1              |           | EY-751                                 | експлуатується компанією Nordwind Airlines            |
| Ту-154Б-2      | 2              |           | EY-85469, EY-85487                     |                                                       |
| Ту-154М        | 4              |           | EY-85651, EY-85691, EY-85692, EY-85717 | EY-85651, EY-85691 експлуатуються компанією Taban Air |
| Boeing 737-500 | 2              |           | LY-AWG, LY-AWF                         | експлуатуються компанією FlyLAL                       |
| Boeing 737-200 | 2              |           | EY-533, EY-532                         | EY-532 експлуатуються компанією East Air              |
| Ан-28          | 2              |           | EY 28736, EY 28921                     |                                                       |
| Xian MA60      | 0              | 2         | буде оголошено пізніше                 | замовлено                                             |
|                | 13             | 2         |                                        |                                                       |

У середині 1990-х років авіакомпанія Tajik Air мала в експлуатації єдиний у Центральній Азії літак Boeing 747
.

## Надзвичайні події
20 серпня 1993 року Як-40 рейсу Хорог — Душанбе розбився під час зльоту. Всі п'ять членів екіпажу і 77 із 81 пасажирів загинули. Літак був розрахований на перевезення лише 28 пасажирів, і тоді виявився вкрай перевантаженим. Імовірно, екіпаж був примушений до здійснення зльоту озброєними людьми. Через перевантаження літак не зміг злетіти і на повній швидкості поламав огорожу аеродрому та впав у річку Пяндж.
15 грудня 1997 року Ту-154 розбився під час здійснення посадки в аеропорту міста Шарджа (Об'єднані Арабські Емірати). Він не долетів 13 кілометрів до аеропорту, зазнав руйнації в пустелі і зайнявся. Усі 79 пасажирів і 6 з 7 членів екіпажу загинули.